# 男子キックボクサー一覧
男子キックボクサー一覧は、キックボクシング、ムエタイおよび立ち技系格闘技の男子選手の一覧である。日本、世界両方の選手を掲載している。
五十音順に列記する。

## あ行
- アーシュイン・バルラック
- アースラン・マゴメドフ
- アーネスト・ホースト
- 相内誠（あいうち まこと）
- 愛鷹亮（あいたか りょう）
- 青木克馬
- 青津潤平（あおつ じゅんぺい）
- 赤羽秀一
- 秋元皓貴（あきもと ひろき）
- AKIRA Jr
- 阿久津英一
- 旭野穂（あさひの みのる）
- アジス・カトゥー
- アジス・ヤヤ
- 麻原将平（あさはら しょうへい）
- 芦澤竜誠（あしざわ りゅうせい）
- アゼム・マクスタイ
- アダム・ワット
- アティラ・カラチ
- 後川聡之（あとかわ としゆき）
- アトム崇貴
- アトム山田
- アナトリー・ノスイレフ
- アヌワット・ゲーオサムリット
- 阿部隆義
- 天田ヒロミ（あまだ ひろみ）
- アマラ忍
- アミール・ゼヤダ
- アリ・グンヤー
- アリエル・マチャド
- アルトゥール・キシェンコ
- アルバート・クラウス
- アルバン・ガロニア
- アルビアール・リマ
- アレクサンダー・ウスティノフ
- アレキサンダー・ピチュクノフ
- アレクセイ・イグナショフ
- アレクセイ・クジン
- アレックス・ゴング
- アレックス・ロバーツ
- アンダーソン・ブラドック・シルバ
- アンディ・オロゴン
- アンディ・サワー
- アンディ・フグ
- 安東辰也
- アントニー・ハードンク
- アンドリュー・トムソン
- 安保璃紅
- 安保瑠輝也
- イアン・シャファー
- 飯島一成
- 庵谷鷹志（いおたに たかし）
- イオヌット・イフティモアイエ
- 猪狩元秀（いがり げんしゅう）
- 池田茂由
- 池野興信(いけのくにのぶ)
- イゴール・ユルコビッチ
- 石井宏和（いしい ひろかず）
- 石井宏樹（いしい ひろき）
- 石井達也
- 石川直生（いしかわ なおき）
- 石黒竜也（いしぐろ たつや）
- 石毛慎也（いしげ しんや）
- 石田勝希（いしだ かつき）
- イ・スファン
- イスマエル・ロント
- 板倉直人（いたくら なおと）
- 板橋寛（いたばし かん）
- イ・チンジン
- 伊藤隆（いとう たかし）
- 稲毛忠治（いなげちゅうじ）
- 井上由久（いのうえ よしひさ）
- 今井教行（いまい のりゆき）
- イム・チビン
- 岩下雅大（いわした まさひろ）
- イワン・ストルガー
- イワン・チテンコフ
- イワン・ヒポリット
- イワン・ルーデン
- ヴァージル・カラコダ
- ヴィタリ・ウルコフ
- ヴィタリ・オフラメンコ
- ヴィトー・ミランダ
- ウィリアム・ディンダー
- 上野奏貴（うえの かなた）
- 上野空大（うえの くうと）
- 上原誠（うえはら まこと）
- 上松大輔（うえまつ だいすけ）
- ウォーレン・スティーブルマンズ
- 内田ノボル（うちだ のぼる）
- 内田雅之（うちだ まさゆき）
- 内山政人（うちやま まさと）
- 梅井泰成（うめい たいせい）
- 梅下湧暉（うめした ゆうき）
- 梅野源治（うめの げんじ）
- 梅野孝明（うめの たかあき)
- 卜部功也（うらべ こうや）
- 卜部弘嵩（うらべ ひろたか）
- 栄基（えいき）
- EIJI
- エヴェルトン・テイシェイラ
- エヴジェニー・オルロフ
- 榎田洸之（えのきだ ひろゆき）
- 江幡塁
- 江幡睦
- エロール・ジマーマン
- 遠藤智史（えんどう ともふみ）
- 及川知浩（おいかわ ともひろ）
- 大石駿介（おおいし しゅんすけ）
- 大石亨（おおいし とおる）
- 大江慎（おおえ まこと）
- 大沢昇（おおさわ のぼる）
- 大高一郎（おおたかいちろう）
- 大槻翔太（おおつき しょうた）
- 大月晴明（おおつき はるあき）
- 大野崇（おおの たかし）
- 大東旭（おおひがし あきら）
- 大前力也 （おおまえ りきや）
- オーレ・ローセン
- 大渡博之（おおわたり ひろゆき）
- 岡田明（おかだ あきら）
- 岡田清治（おかだ きよはる）
- 小笠原仁（おがさわら ひとし）
- 緒形健一（おがた けんいち）
- 尾崎圭司（おざき けいじ）
- オスダミロフ・ティムール

## か行
- カーター・ウィリアムス
- カーチス・シュースター
- カール・グリシンスキー
- ガオグライ・ゲーンノラシン
- ガオラン・カウイチット
- カク・ユンソブ
- 風間健（かざま けん）
- 梶原龍児（かじわら りゅうじ）
- 一馬（かずま）
- 片岡亮（かたおか りょう）
- カタリン・モロサヌ
- 勝岡健（かつおか けん）
- がってん古川
- 加藤督朗（かとう まさあき）
- 金澤元気（かなざわ げんき）
- 金沢久幸（かなざわ ひさゆき）
- 金子晃大
- 兼子ただし
- カノンスック・ウィラサクレック
- カマル・エル・アムラーニ
- 我龍真吾（がりゅう しんご）
- 川口雄介
- 河内亮典（かわち りょうすけ）
- 神戸翔太（かんべ しょうた）
- カン・リー
- 菊池浩一（きくち こういち）
- 菊地大介（きくち だいすけ）
- 喜多村誠
- 北山高与志（きたやま たかよし）
- 吉川英明（きっかわ ひであき）
- 城戸康裕（きど やすひろ）
- 木浪利幸（きなみ としゆき）
- キム・ギョンソック
- キム・ドンウック
- キム・ミンス
- キム・ヨンヒョン
- 木村天鮮（きむら たかあき）
- 木村琉音（きむら りお）
- キモ・レオポルド
- ギャリー・オニール
- "狂拳"竹内裕二（きょうけん たけうち ゆうじ）
- 京太郎（きょうたろう）
- 清川裕哉（きよかわ ゆうや）
- 切詰大貴（きりづめ だいき）
- 基流・ザ・ビャー（きりゅう ざ びゃー）
- KING皇兵（きんぐ こうへい）
- 金泰泳（きん たいえい）
- ギンティ・ブレーダ
- グーカン・サキ
- 日下部竜也（くさかべ りゅうや）
- 草津賢治（くさつ けんじ）（グレート草津）
- 国崇（くにたか）
- 久保賢司（くぼ けんじ）
- 久保優太（くぼ ゆうた）
- グラウベ・フェイトーザ
- クリストフ・プルボー
- クリス・ファン・ベンローイ
- CRAZY884
- グレゴリー・トニー
- 黒田アキヒロ（くろだ あきひろ）
- 黒田英雄（くろだ ひでお）
- 黒田斗真（くろだ　とうま）
- 軍司泰斗
- クンタップ・ウィラサクレック
- ゲーオ・フェアテックス
- ゲーリー・グッドリッジ
- 拳士浪（けんしろう）
- 謙・センチャイジム
- 健太（けんた）
- ゲンナロン・ウィラサクレック
- 皇治（こうじ）
- KO-ICHI
- ゴーラン・ラドニッチ
- 小暮智（こぐれ さとし）
- 越川大樹
- 小次郎（こじろう）
- 後藤貴司
- 後藤龍治（ごとう りゅうじ）
- 小林聡（こばやし さとし）
- 小比類巻太信（こひるいまき たいしん）
- コブス・ハイサマン
- 小宮山工介（こみやま こうすけ）
- 小宮由紀博（こみや ゆきひろ）
- コムパヤック・ウィラサクレック
- 小室武稔
- 子安慎悟（こやす しんご）
- 小山泰明（こやま やすあき）
- ゴルダン・ユキッチ
- 近藤魁成（こんどう かいせい）
- 近藤拳成（こんどう けんせい）
- 今野明
- 今野貴充（こんの たかみち）

## さ行
- サーマート・パヤクァルン
- 才賀紀左衛門（さいが きざえもん）
- 西城正三（さいじょう しょうぞう）
- 斎藤天心（さいとう てんしん）
- 酒井秀信（さかい ひでのぶ）
- 榊克幸
- 坂本洸巳
- 桜井洋平（さくらい ようへい）
- 佐々木超一
- 佐々木洵樹 （ささき じゅんき）
- 佐々木郁矢（ささき ふみや）
- 笹谷淳（ささたに あつし）
- 佐竹雅昭（さたけ まさあき）
- 佐藤堅一（さとう けんいち）
- 佐藤孝也
- 佐藤匠（さとう たくみ）
- 佐藤友則（さとう とものり）
- 佐藤嘉洋（さとう よしひろ）
- サトルヴァシコバ
- 真田岳明（さなだ　たけあき）
- 佐野 隆則（さの たかのり)
- ザビット・サメドフ
- サミール・ベナゾーズ
- 寒川慶一（さむかわ けいいち）
- 寒川直喜（さむかわ なおき）
- サム・グレコ
- サムゴー・ギャットモンテープ
- 沢村忠（さわむら ただし）
- 澤屋敷純一（さわやしき じゅんいち）
- シーザー武志（しーざー たけし）
- ジェイソン・サティー
- シェイン・チャップマン
- ジェームズ・フィリップス
- ジェームズ・ワーリング
- ジェット蓮田
- ジェレル・ヴェネチアン
- ジェロム・レ・バンナ
- SHIGERU
- 宍戸大樹（ししど ひろき）
- 篠原基宏
- 柴田春樹
- 嶋田翔太（しまだ しょうた）
- 島野浩太朗（しまの こうたろう）
- 清水隆広（しみず たかひろ）
- ジャダンバ・ナラントンガラグ
- ジャバル・アスケロフ
- シャヒッド・オラド・アラフ
- ジャビット・バイラミ
- シャヒン・ヤクート
- ジャマル・カスモフ
- シャミール・ガイダルベコフ
- ジャレル・ミラー
- ジャン・イヴ・テリオー
- ジャン＝クロード・リビエール
- 張慶軍（ジャン・チンジュン）
- Junior
- 駿太（しゅんた）
- 隼也ウィラサクレック（じゅんや ウィラサクレック）
- ジョージ・アリアス
- ジョージ“ザ・アイアンライオン”
- ジョージ・ランドルフ
- ジョーダン・タイ
- ジョムトーン・チュワタナ
- ジョムホート・キアタディサック
- ジョルジオ・ペトロシアン
- ジョン・ウェイン・パー
- 白須康仁（しらす やすひと）
- シリモンコル・シンワッサ
- シリル・アビディ
- 志朗（しろう）
- シング・心・ジャディブ
- 新藤栄作（しんどう えいさく）
- シン・ノッパデッソーン
- シンノンシー・スイートオンクル
- 鈴木悟（すずき さとる）
- 鈴木真治（すずき しんじ）
- 鈴木秀明（すずき ひであき）
- スタン・ザ・マン
- ステファン・レコ
- 須藤信充（すどう のぶみつ）
- 関ナオト（せき なおと）
- 瀬戸口勝也
- セバスチャン・チオバヌ
- ゼバット・ポーツラック
- セミー・シュルト
- セルカン・イルマッツ
- セルゲイ・イバノビッチ
- セルゲイ・グール
- セルゲイ・マトキン
- セルゲイ・ラシェンコ
- 戦国
- センチャイ・PKセンチャイムエタイジム
- 壮泰（そうた）
- ソムチャイ・高津
- ソルデティグレ・ヨースケ
- 孫悟空丸山（そんごくう まるやま）
- ゾンビ島田

## た行
- TURBΦ（ターボ）
- 代常亮（ダイ・ジョウアン）
- Dyki
- 大宮司進（だいぐうじ すすむ）
- DAISUKE
- DAIZEN
- 大刀国秀（だいとうくにひで）
- タイロン・スポーン
- 高萩ツトム（たかはぎ つとむ）
- 貴センチャイジム（たかゆき　せんちゃいじむ）
- 瀧川リョウ（たきがわ りょう）
- 瀧澤博人（たきざわ ひろひと）
- 瀧谷渉太（たきや しょうた）
- ダグ・ヴィニー
- 匠（たくみ）
- T-98（たくや）
- 武田幸三（たけだ こうぞう）
- 竹山晴友 （たけやま はるとも）
- タケル
- 武尊（たける）
- 竹若祐輝
- 太刀風（たちかぜ）
- 立川隆史（たちかわ たかし）
- TATSUJI
- 巽宇宙（たつみ うちゅう）
- 立嶋篤史（たてしま あつし）
- 田中義人
- ダニエル・ギタ
- ダニエル・ドーソン
- 谷本弘行（たにもと ひろゆき）
- ダリウス・スクリアウディス
- チ・インジン
- チェ・ホンマン
- チェ・ヨンス
- チャンプア・ゲッソンリット
- チャンプアック・チョー・シープラーサート
- チュートン・ウィラサクレック
- チューチャイ・ルークパンチャマ
- チョ・ジョンファン
- チョン・ジェヒ
- 辻出優翔（つじで ゆうと）
- 土屋ジョー（つちや ジョー）
- 椿原龍矢（つばきはら たつや）
- 鶴谷剛（つるや たけし）
- DAVID
- ティボール・ナギー
- デール・ウェスターマン
- テオドール・サリエフ
- 出貝泰佑
- 出口優
- デニー・ビール
- デニス・シュナイドミラー
- デビット・ウィルソン
- デミトリー・シャクタ
- デューウィー・クーパー
- 寺尾新（てらお しん）
- 寺戸伸近（てらど のぶちか）
- デル・クック
- 天承山（天昇山）
- 土井広之（どい ひろゆき）
- 戸井田大輝（といた だいき）
- ドゥエイン・ラドウィック
- 斗吾
- 闘魔（TO-MA）
- トーマス・ハロン
- トーマス・ラドキー
- 鴇稔之（とき　としゆき）
- 渡久山ゆうた
- トスカ・ペトリディス
- トッド・ヘイズ
- トピ・ヘリン
- ドマジョフ・オスタジック
- 富平辰文（とみひら たつふみ）
- 富山勝治（とみやま かつじ）
- TOMO
- ドラガン・ヨバノビッチ
- ドラゴ
- ドン・ウィルソン
- ドン・中矢・ニールセン
- としぞう

## な行
- ナオフォール“アイアン・レッグ”
- 中尾満
- 長崎秀哉（ながさき ひでや）
- 中迫剛（なかさこ つよし）
- 長島☆自演乙☆雄一郎（ながしま じえんおつ ゆういちろう）
- 中島弘貴（なかじま ひろき）
- 中嶋平八（なかじま へいはち）
- 中村高明（なかむら たかあき）
- ナグラチューン・マーサM16
- 名城裕司（なしろ ゆうじ）
- 那須川天心（なすかわ てんしん）
- ナロンチャイ・ドラゴンテイルジム
- 南原健太 （なんばら けんた）
- NIIZUMAX!（にいづまっくす）
- ニキー・ホルツケン
- ニコラ・ヴェルモン
- ニコラ・ディムコフスキー
- ニコラス・ペタス
- 西川康平（にしかわ こうへい）
- 西川純（にしかわ じゅん）
- 錦利弘（にしき　としひろ）
- 西田和嗣（にしだ かずし）
- 西山誠人（にしやま まこと）
- 新田明臣（にった あけおみ）
- 丹羽圭介（にわ けいすけ）
- 忍者
- ヌンポントーン・レフティージム
- ネイサン・"カーネッジ"・コーベット
- ネイサン・ブリッグス
- 野杁正明（のいり まさあき）
- ノ・ジェギル（K.MAX）
- 野地竜太（のじ りゅうた）
- 野田蒼 （のだあおい）
- 野田哲司 （のだてつじ）
- 野田貢（のだ みつぐ）
- ノブ・ハヤシ

## は行
- バイヨク・ボーコーソー
- パヴェル・マイヤー
- 白虎
- 朴龍
- パク・ヨンス
- 橋本楓汰
- 橋本雷汰
- バス・ルッテン
- バタービーン
- バダ・ハリ
- 羽田真宏
- パトリス・カルテロン
- パトリック・スミス
- パトリック・バリー
- 花形満(キックボクサー)（はながた　みつる）
- 馬場伸孝（ばば のぶたか）
- パベル・ズラフリオフ
- 林恭平（はやし きょうへい）
- HAYATO
- ハリッド"ディ・ファウスト"
- 繁那
- ピーター・アーツ
- ピーター・グラハム
- ピーター・スミット
- ピーター・ボンドラチェック
- ピーター・マエストロビッチ
- 日菜太（ひなた）
- 飛馬拳二（ひま　けんじ）
- ビヨン・ブレギー
- 廣野祐（ひろの ゆう）
- HIROYA
- ブアカーオ・ウィラサクレック
- ブアカーオ・ポー.プラムック
- ファイ・ファラモエ
- ファイヤー原田（ファイヤー はらだ）
- ファディ・メルザ
- ファディル・シャバリ
- ファビアーノ・サイクロン
- 風成（ふうせい）
- 深津飛成（ふかつ ひなり）
- 福岡直也
- 藤田ゼン
- 藤田智也（ふじた ともや）
- 藤鬥嘩裟（ふじ つかさ）
- 藤原あらし（ふじはら あらし）
- 藤本新（ふじもと あらた）
- 藤本勲（ふじもと いさお）
- 藤本祐介（ふじもと ゆうすけ）
- 藤本義隆（ふじもと よしたか）
- 藤原敏男（ふじわら としお）
- 船木鷹虎（ふなき たかとら）
- ブライアン・ダウヴィス
- “ブラックパンサー”ベイノア
- ブラックマンバ
- ブランコ・シカティック
- フランシスコ・フィリォ
- フランソワ・"ザ・ホワイトバッファロー"・ボタ
- ブリース・ギドン
- 古岡大八
- 古田太一（ふるた たいち）
- ブレクト・ウォリス
- フレディ・ケマイヨ
- ベジム・カバシ
- ヘスディ・カラケス
- ペトロ・ナコネッチニィ
- ベニー・ユキーデ
- ベルナール・アッカ
- ペレ・リード
- ベン・エドワーズ
- ポール・スロウィンスキー
- ポール・ブリッグス
- ボグダン・ストイカ
- ホセ・レイス
- ボブ・サップ
- 堀啓（ほり ひらく）

## ま行
- マーカス・エバーグ
- マーク・ハント
- マーティン・ホルム
- マーティン・ロザルスキー
- マイク・ザンビディス
- マイク・ベルナルド
- マイティ・モー
- マイケル・トンプソン
- マイケル・ハンスグット
- マイケル・マクドナルド
- 前口太尊（まえぐち たいそん）
- 前田憲作（まえだ けんさく）
- 前田尚紀（まえだ ひさのり）
- 前田宏行（まえだ ひろゆき）
- マキシム・ネレドバ
- 牧野智昭（まきの ともあき）
- マグナム酒井（マグナム さかい）
- マゴメド・マゴメドフ
- MasakIラジャサクレック（まさき ラジャサクレック）
- 魔裟斗（まさと）
- 増田博正（ますだ ひろまさ）
- 町田光（まちだ ひかる・居合いパンチャー）
- 松浦信次
- 松浦知希
- 松下隆義
- 松下武蔵（まつした むさし）
- 松田利彦（まつだ としひこ）
- マット・スケルトン
- 松本竜大（まつもと たつひろ)
- 松本哉朗（まつもと としお）
- 松本芳道（まつもと よしみち）
- MANABU
- マリウス・ザロムスキー
- マリオ・プリンチ
- マルコ・ピケ
- マルフィオ・カノレッティ
- 三上大智
- MIKITO
- 水町浩（みずまち ひろし）
- 緑川創（みどりかわ つくる）
- 蜜山剛三（みつやま こうぞう）
- 港太郎（みなと たろう）
- 雅駿介（みやび しゅんすけ）
- 宮元啓介（みやもと けいすけ）
- 宮本正明（みやもと まさあき）
- 宮本武勇志（みやもと むさし）
- ミルコ・クロコップ
- 武蔵（むさし）
- 武藤孝行（むとう たかゆき）
- ムハレム・ジョケイ
- 村越凌（むらこし りょう）
- ムラッド・サリ
- ムラット・ディレッキー
- ムラッド・ボウジディ
- 村浜武洋（むらはま たけひろ）
- メルヴィン・マヌーフ
- モイセス・バプティスタ・デ・ソウザ
- モーリス・スミス
- モハメド・アズーイ
- モハン・ドラゴン
- 百瀬竜徳（ももせ たつのり）
- 守屋拓郎（もりや たくろう）
- 諸岡直人
- モンターニャ・シウバ

## や行
- 八神剣太（やがみ けんた）
- 安岡力也
- 安廣一哉（やすひろ かずや）
- やす吉
- 柳本成秀（やなもと なりひで）
- 山内佑太郎（やまうち ゆうたろう）
- 山口元気（やまぐち げんき）
- 山崎照朝（やまざき てるとも）
- 山崎秀晃（やまざき ひであき）
- 山田洸誓（やまだ こうせい）
- ヤマダ・ヂッティジム
- 大和哲也（やまと てつや）
- 大和侑也（やまと ゆうや）
- 山本アキラ（やまもと あきら）
- 山本元気（やまもと げんき）
- 山本真弘（やまもと まさひろ）
- 山本佑機（やまもと ゆうき）
- 山本優弥（やまもと ゆうや）
- YA-MAN
- ヤン・ソウクップ
- 楊東雄（ヤン・ドンシュン）
- ヤン・ノルキヤ
- ヤン・ロムルダー
- 裕樹（ゆうき）
- 佑典 （ゆうすけ）
- 遊太
- 雄大（ゆうだい）
- ユーリ・メス
- 湯澤尚矢
- ユルゲン・クルト
- ヨードセングライ・フェアテックス
- 横山伸吾（よこやま しんご）
- 吉鷹弘（よしたか ひろむ）
- 吉本光志（よしもと こうじ）
- 米田貴志（よねだ たかし）
- 寄本哲平（よりもと てっぺい）

## ら行
- ライアン・シムソン
- ラウル・カティナス
- 羅紗陀（らしゃた）
- ラビット関（らびっとせき）
- ラマザン・ラマザノフ
- ラモン・デッカー
- ラリー・リンドウォール
- ランディ・キム
- ランバー・ソムデートM16
- リカルド・ノードストランド
- リコ・ヴァーホーベン
- リック・ルーファス
- 龍二（りゅうじ）
- リョウ・ペガサス
- リョウ・ヨックタイジム
- ルイス・レイス
- ルーカス・ヤロス
- ルスラン・アヴァソフ
- ルスラン・カラエフ
- レイ・スターリン
- レイ・セフォー
- レオンケイスケ
- レオナ・ペタス
- レネ・ローゼ
- レミー・ボンヤスキー
- レミギウス・モリカビュチス
- ロイ・タン
- ロイド・ヴァン・ダム
- ロザリオ・プレスティ
- ロッキー藤丸
- ロニー・セフォー
- ロブ・カーマン
- ロベルト・コッコ
- ロマン・クレイブル

## わ行
- ワシリー・シシ
- 渡邉和則（わたなべ かずのり）
- 渡辺健司（わたなべ けんじ）
- 渡邉卓也（わたなべ たくや）
- 渡邉武（わたなべ たけし）
- 渡辺理想（わたなべ ゆうと）
- ワチャラチャイ・ゲーオサムリット
- ワンロップ・ウィラサクレック